# Jhunkhunwa
Jhunkhunwa – gaun wikas samiti w środkowej części Nepalu  w strefie Narajani w dystrykcie Rautahat. Według nepalskiego spisu powszechnego z 2001 roku liczył on 889 gospodarstw domowych i 5649 mieszkańców (2702 kobiet i 2947 mężczyzn).